# Pederastia tebana
La pederastia tebana era un costume sociale-educativo volto a educare gli adolescenti di classe elevata nell'antica polis di Tebe, capitale regionale della Beozia, alle responsabilità della vita adulta attraverso un rapporto di tipo sentimentale-amoroso con un uomo aristocratico adulto. Si ritiene che questa pratica sia stata introdotta per la prima volta al tempo dell'invasione del Dori da Nord nel 1200-1100 a.C., o in alternativa durante il periodo arcaico (VIII-VII sec a.C.) come derivazione della pederastia cretese.
Questa tradizione si riflette in tutte le pieghe della religione greca, come indicato dai molteplici miti greci a sfondo pederastico che la costellano. Infine, venne integrata nella vita militare delle città, sia nella formazione dei soldati che sul campo di battaglia.

## Mitologia
La pratica, non solo pederastica ma anche pedofila, è presente già in uno dei miti di Tebe, che racconta la vicenda di Laio, futuro padre di Edipo. Questi, innamoratosi del giovane principe Crisippo mentre si trovava ospite del re Pelope, lo rapì con la forza e abusò sessualmente di lui.
Gli dèi, per punire il doppio crimine di tradimento nei confronti del padre di Crisippo e di violenza verso il ragazzino, mandarono una maledizione sull'intera discendenza di Laio; maledizione che arriverà a colpire, in tutta la sua virulenza, anche Edipo e i suoi figli.
In quello che sembra un tentativo di sottolineare il reato compiuto da Laio, Euripide, a quanto risulta dai frammenti pervenutici della sua tragedia Crisippo, sceglie di rappresentare la giovane vittima non come un adolescente, così come usava apparire l'eromenos (l'amato) nella ceramica greca, bensì come un bambino. Il racconto tebano di Laio e Crisippo si guadagna così il primato di mito fondativo della pedofilia nell'Antica Grecia continentale.
Un altro mito a tema pederastia, sempre proveniente dalla Beozia, è quello riguardante Narciso e Aminia, che doveva avvertire gli adolescenti di non essere eccessivamente crudeli nei loro rifiuti.
Un eroe pederasta molto onorato a Tebe era infine Iolao, riconosciuto niente meno che come l'eromenos di Eracle. In sua memoria venne eretto un mausoleo, il quale divenne meta di pellegrinaggio da parte degli erastès (gli amanti) che venivano qui a giurare eterna fedeltà ai propri giovani compagni; sempre in questo luogo, gli amanti donavano un'armatura completa ai loro amati quando questi raggiungevano la maggiore età. La tomba esisteva ancora nel II sec. d.C. ed è descritta dettagliatamente da Pausania nella sua opera. Inoltre, in nome dei due eroi amanti venne costruito un doppio gymnasium, in cui si svolgeva un festival annuale di atletica chiamato yolea.

## Storia e pratica
I legislatori tebani istituirono la pederastia come strumento in certo qual modo educativo per i cittadini: l'obiettivo era quello "d'ammorbidire, mentre erano ancora giovani, la loro naturale ferocia e temprarne così i costumi". Senofonte dice che "è usanza tra i beoti che uomini e ragazzi vivano assieme come fossero persone sposate". Quando il giovane giungeva all'età richiesta per svolgere il servizio militare (20 anni) il suo amante gli consegnava, come "regalo d'addio", un'armatura completa.
Un legislatore noto per il suo rapporto omoerotico fu un certo Filolao, corinzio di nascita ma che venne a stabilirsi a Tebe mantenendo la relazione omosessuale col proprio amante per la vita intera.
Verso la fine del periodo classico della storia tebana, Gorgida, un famoso statista del suo tempo, formò un battaglione militare composto da 150 coppie di uomini con i loro giovani amanti, conosciuto col nome di battaglione sacro degli immortali. Questi guerrieri mantennero la loro fama di invincibilità fino a quando non caddero nella battaglia di Cheronea contro Filippo II di Macedonia, padre di Alessandro Magno, nel 338 a.C. Costui rimase talmente impressionato dal valore dimostrato dagli amanti guerrieri da voler innalzare loro un tumulo ad imperitura memoria sul luogo del combattimento.
Fonti contemporanee, per lo più ateniesi, suggeriscono che la pederastia fosse più libera a Tebe rispetto alle altre polis greche e per lo più consideravano i tebani come "bastardi beoti" per i loro modi alquanto "ruvidi e contadineschi", da bifolchi.
Nel Simposio di Platone, il personaggio di Pausania spiega che le regole vigenti a Tebe incoraggiano sempre i ragazzi a soddisfare sessualmente i propri amanti adulti. Moderni studi comparativi suggeriscono però che una tale visione estrema della pederastia tebana possa essere alquanto imprecisa, in quanto frutto di atteggiamenti xenofobi da parte degli scrittori ateniesi.
Il poeta Pindaro risulta essere una delle poche fonti primarie riguardanti la pederastia tebana, in quanto lui stesso originario di Tebe. Questi la viene difatti a presentare in un modo un po' più convenzionale, in cui la ginnastica, l'atletica e l'espressione sessuale sono strettamente correlati. Allo stesso modo, i dipinti su ceramica sembrano mostrare una serie di pratiche del tutto simili a quelle che si possono osservare sui vasi ateniesi e corinzi.

## Personaggi famosi
Il generale Epaminonda era, secondo Cornelio Nepote, in intimi rapporti con un ragazzo di nome Micitos. Plutarco cita i nomi di due altri suoi eromenos: Asopico, che combatte al suo fianco nella battaglia di Leuttra, e Capisdoros, che cadde assieme al comandante durante la battaglia di Mantinea e col quale venne sepolto.